# Krøltoppet pelikan
Krøltoppet pelikan (latin: Pelecanus crispus) er en fugl, der lever ved søer, floder og flodmundinger. Dens primære fødekilde er fisk.